# Sclavii fugari în Statele Unite

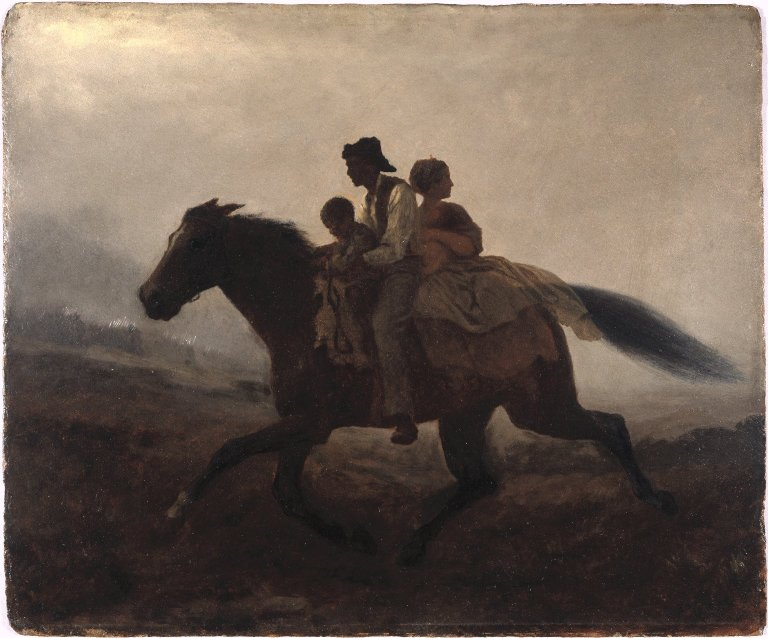
Eastman Johnson În galop către libertate, 1863, Muzeul Brooklyn

Fenomenul sclavilor fugari (care încercau să-și obțină astfel libertatea), este la fel de vechi ca și instituția sclaviei în sine. În istoria sclaviei din Statele Unite ale Americii, sclavi fugari au fost acei sclavi care evadau de la proprietarul lor și care călătoreau (circulau) fără autorizație; în general, încercau să ajungă la state sau la teritorii în care sclavia era interzisă (incluzându-se în asta si Canada). Cele mai multe dintre legile referitoare la sclavie încercau să țină sub control circulația sclavilor, impunându-li-se acestora să poarte asupra lor acte oficiale doveditoare, în cazul în care călătoreau (circulau) fără stăpân. 
Prin aprobarea Legislației Sclavilor Fugari din 1850 s-a obtinut cresterea sancțiunilor împotriva sclavilor fugari și impotriva pesoanelor care îi ajutau. Din această cauză, sclavii fugari încercau să părăsească Statele Unite, evadând in general înspre Canada sau înspre Mexic. Pe timpul în care sclavia a fost legală în Statele Unite ale Americii, aproximativ 100.000 de sclavi au scăpat către libertate. 

## Istoria
Constituția Statelor Unite avea inclus în textul său norme ce protejau instituția sclaviei, iar Legislația Sclavilor Fugari din 1793 a implementat reguli ce se impuneau cetățenilor spre a participa la operatiunile de returnare de sclavi fugari către proprietarii lor. În practică, atât cetățeni, cât și guverne din statele libere, au sprijinit in dese rânduri evadarea sclavilor fugari. Primii sclavi fugari din Statele Unite erau căutați în conformitate cu o legislație auxiliară, dar în primele faze erau incluse doar postere, broșuri, etc.
Legislația Sclavilor Fugari din 1850 a consolidat prevederile pentru recapturarea de sclavi, dar nu le conferea acestora nici o protecție în cadrul sistemului juridic. Atât vânători de recompense cât si persoane civile puteau, în mod legal, captura sclavi fugari în Nord sau în orice alt loc, folosindu-se de nimic mai mult decât o declarație pe propria răspundere, spre a returna sclavul fugar proprietarului său. 

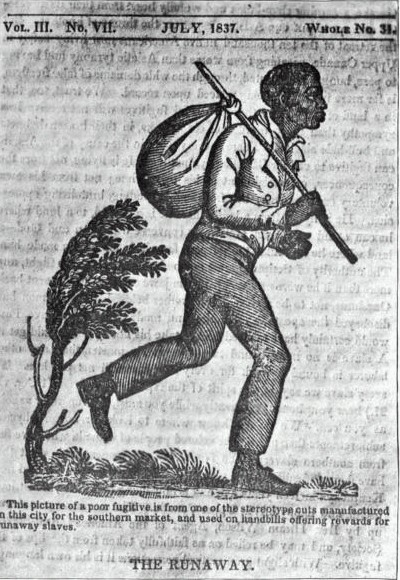
Poster cu sclav fugar

Mulți sclavi care au evadat dar au fost returnați  au avut de înduratpedepse dure, cum ar fi amputarea membrelor, biciuirea, marcarea cu fierul inroșit, și multe alte oribile acte. 
Persoanele care ajutau sclavii fugari erau acuzate și pedepsite în conformitate cu aceasta lege. În cazul de Ableman v. BoothAbleman v. Booth, Booth, care a fost acuzat de a fi ajutat la scăparea lui Glover, în Wisconsin, prin impiedicarea capturării sale de către agenți federali. Curtea Supremă de Wisconsin a decis că Legislatia Sclavilor Fugari din 1850 era neconstituțională, pentru că forța statele să meargă împotriva propriilor lor legi de protectie in ce priveste sclavia. Cazul Ableman împotriva Booth a fost atacat de către guvernul federal la Curtea Supremă a Statelor Unite, care a confirmat constituționalitatea legii. 
Multe state au încercat să anuleze noua lege a sclaviei, dupa cum si să preîntâmpine capturarea de sclavi fugari, prin crearea unor noi legi menite protejării drepturile lor. Una dintre cele mai notabile a fost Legea Libertătii, din Massachusetts. Această lege a fost adoptată în scopul de a se evita ca sclavii fugari să fie returnați stăpânilor prin sechestrarea lor de către agenții federali sau de vânătorii de recompense. 
Asa-zisul "tren subteran" s-a dezvoltat ca o formă prin intermediul căreia negrii și albii liberi (și, uneori, și sclavii) au ajutat sclavilor fugari să ajungă în statele nordice spre a-și obține libertatea.Oamenii au inființat un fel de "stații", în case particulare, biserici, peșteri, grajduri și locuri ascunse, pentru a oferi adăpost sclavilor fugari pe timpul evadării. Persoanele care întrețineau astfel de "stații" au oferit fugarilor mâncare, îmbrăcăminte, adăpost și, uneori, le-au servit de ghizi pe parcursul drumului. Aceasta este, probabil, una dintre cele mai bine-cunoscute forme prin care aboliționiștii ii ajutau pe sclavii din sud chiar și în statele din nord. În acest fel sclavii mergeau din casa în casa oricărui om (alb sau negru) liber unde primeau hrană, adăpost, îmbrăcăminte, etc. 
Atunci când proprietarii iși dădeau seama că vreunul dintre sclavii lor a evadat, făceau tot ce le era posibil spre a-și regăsi "proprietatea pierdută". Se afișau postere, se pregăteau grupuri de căutare, și in plus, in virtutea noii legislații care viza sclavii fugari, acum se puteau trimite agenți federali in nord spre a-i extrăda. Această nouă lege a condus, de asemenea, la creșterea numărului de vânători de recompense angrenați în "jocul" de re-întoarcere a sclavilor la stăpânii lor; un "sclav", care iși castigase deja libertatea putea fi capturat, luat și re-vândut înapoi in sud, ca sclav, dacă nu detinea documente cu care să-și demonstreze libertatea. În 1851 a fost un caz cu un barman negru care lucra într-o cafenea, și care a fost sechestrat de agenții federali in numele lui John Debree, care reclama că omul respectiv era proprietatea sa.  În ciuda faptului că omul a evadat între timp, cazul său a fost adus în fața Curții Supreme din Massachusetts pentru a fi judecat.

## Trenul subteran

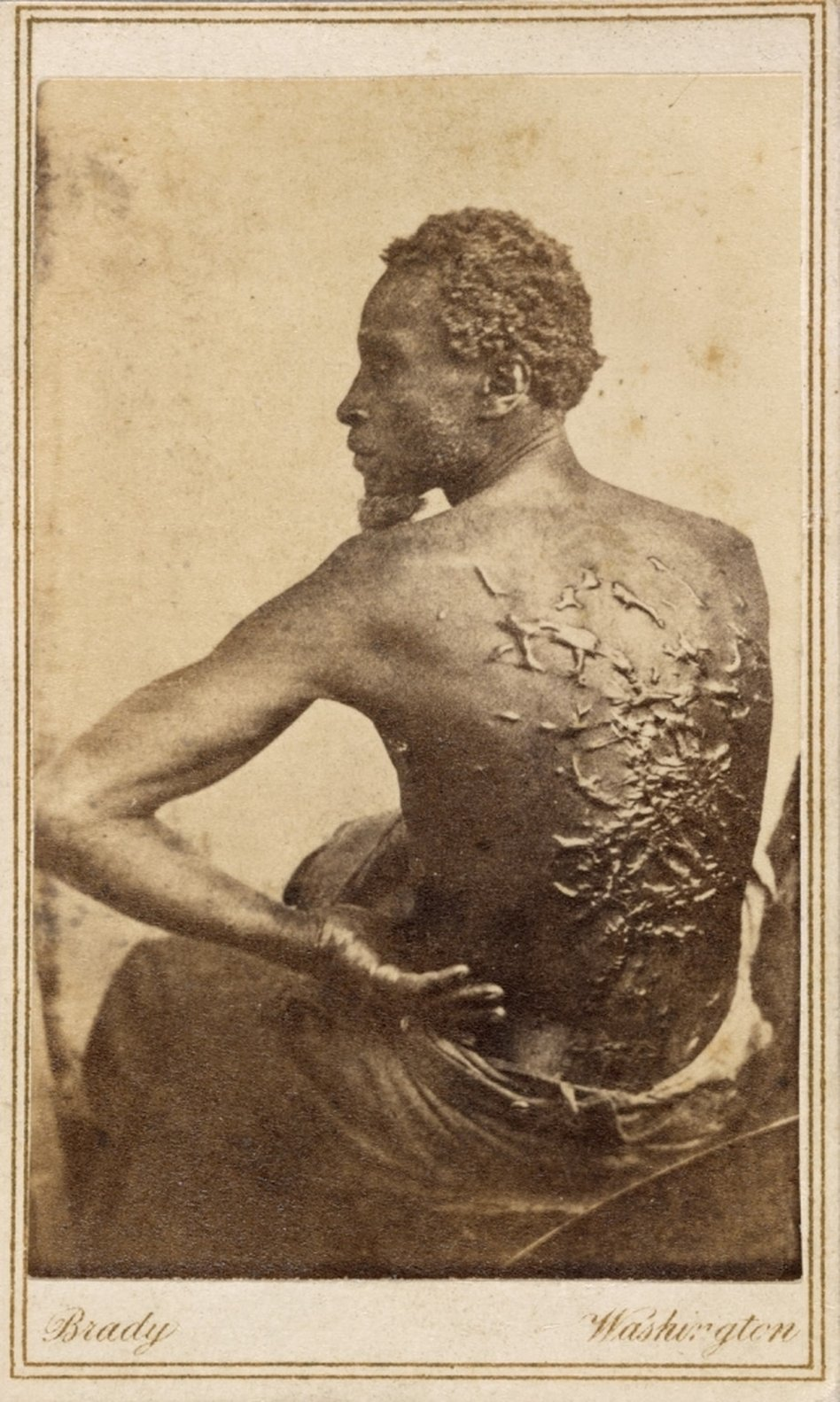
Sclavul fugar Gordon in 1863, pe timpul examinarii sale medicale intr-unul din campusurile Uniunii

Asa numitul "tren subteran" era de fapt o rețea a aboliționiștilor albi și negri, între 1816 și sfârșitul Războiului Civil, care a ajutat sclavii fugari să scape in libertate. Membrii Societatii Religioase de Prieteni (Quakers), baptiști, metodiști și alte secte religioase au dat ajutorul lor în aria de operare a acestui asa-zis tren subteran. Trenul subteran a fost inițial, o rută, un itinerariu al evadării, care ajuta sclavilor afro-americani fugari să ajungă la statele din nord. Fără indoială, promulgarea Legislatiei Sclavilor Fugari din 1850, precum și alte legi si legislații care le erau favorabile statelor din sud în ce privește capturarea de sclavi fugari, a dovedit că asa-zisul "tren subteran" servea ca mecanism pentru ajungerea în Canada. Canada constituia un refugiu pentru sclavi afro-americani pentru că abolise deja sclavia în 1783. Oamenii de culoare (negrii) in Canada, beneficiau, de asemenea, de protecție egală in fata legii. Despre celebra călăuză a acestui "tren subteran", Harriet Tubman, se zice că ar fi ajutat cel putin 300 de sclavi să fugă în Canada.
Între persoanele care au creat circumstanțe favorabile sau au ajutat altora în vederea obținerii libertății, prin intermediul acestui asa-zis "tren subteran", se includ:
- Henry "Box" Brown
- Elizabeth Margaret Chandler
- Levi Coffin
- Frederick Douglass
- Calvin Fairbank
- Thomas Garrett
- Laura Smith Haviland
- Lewis Hayden
- Josiah Henson
- Isaac Hopper
- Roger Hooker Leavitt
- Samuel J. May
- John Parker
- John Wesley Posey
- John Rankin
- Alexander Milton Ross
- David Ruggles
- Samuel Seawell
- William Still
- Sojourner Truth
- Harriet Tubman
- Charles Augustus Wheaton

## Fugitive Slave Act of 1850
Legislația Sclavilor Fugari din 1850, este parte a Compromisului din 1850, fiind vorba de o lege aprobată de Congres, care a stabilit că toți sclavii fugari trebuie să fie returnați stăpânilor lor. Urmare a faptului că Statele din Sud au fost de acord cu intrarea in alianță a Californiei, ca stat liber, s-a creat Legislația Sclavilor Fugari din 1850. Legea a fost adoptată pe 18 septembrie 1850, și a fost abrogată pe 28 iunie 1864. Această legislație a consolidat autoritatea guvernului federal în ce priveste capturarea de sclavi fugari. Legea autoriza agenții federali să ceară cetățenilor, trăitori in nord, să ajute la capturarea presupușilor fugari. Multi nordiști au perceput această lege ca pe o modalitate prin care guvernul federal își depășea limitele de autoritate, prin faptul că legea putea fi utilizată pentru a forța nordiștii să acționeze în contra propriilor lor convingeri anti-sclavagiste. Multe state din Nord au adoptat legi privitoare la "Libertatea Personală" care proveneau din țări ce interziceau sechestrarea presupușilor sclavi fugari. Cu toate acestea, în cazul judiciar cunoscut sub denumirea de "Prigg v. Pennsylvania", legile dedicate libertății personale, au fost declarate neconstituționale, pe motiv că capturarea de sclavi fugari era o problemă federală în care statele nu aveau puterea legitima de a interveni. 

## Harriet Tubman
Una dintre cele mai bine-cunoscute sclave din istoria și călăuzia "trenului subteran" din Statele Unite ale Americii este Harriet Tubman. Născută în sclavie în Dorchester County, Maryland, în jurul anului 1822, adolescenta Tubman a evadat de pe plantația proprietarului ei, în 1849. Între anii 1850 și 1860, ea a revenit în mod repetat în Sud pentru a ajuta celor ce erau partizani ideii ca si alți sclavi să-și obțină libertatea, servindu-le de călăuză pe terenuri pe care le cunoștea foarte bine. A dat ajutor unui număr de cel putin 300 de persoane (inclusiv părinților ei) să găsească calea de a scăpa din sclavie. În acest timp, se pusese pe capul ei o recompensă de 40.000 de dolari, de care putea beneficia oricine ar fi putut-o captura și ar fi redat-o înapoi la conditia ei de sclavie. Si-a castigat renumele de "Moise al poporului ei". Pe timpul Războiului Civil American, Harriet Tubman, a activat, de asemenea, ca spion și ca asistentă medicală în Port Royal, Carolina de Sud. 

## Vezi si,
- Aboliționismul
- Articolul IV al Constituției Statelor Unite ale Americii
- Drapetomanía, boală psihică presupusă a fi fost suferită de sclavi negri ai secolului al XIX-lea, constând dintr-un "dor de libertate" sau printr-o exprimare a sentimentelor împotriva sclaviei.
- Legislația privind sclavii fugari
- Sclavia în Statele Unite ale Americii
- Negru cimarrón, denumire dată sclavilor rebeli, unii dintre ei fugari, care duceau o viață de (aparentă) libertate prin colțuri retrase de prin zone locuite sau, dimpotrivă, de prin zone nelocuite.

## Alte surse
- Baker, H. Robert, “The Fugitive Slave Clause and the Antebellum Constitution,” Law and History Review 30 (Nov. 2012), 1133–74.
- Bland, Lecater. Voices of the Fugitives: Run-away Slave Stories and Their Fictions of Self Creation (Greenwood Press, 2000)

## Link-uri externe
- Această lucrare conține o traducere derivata din Fugitive slaves en United States din Wikipedia în limba engleză, în concret din această versiune din 20 aprilie 2016, publicat de Sale editori sub Licența GNU pentru documentație liberă și Creative Commons Attribution-Sharealike 3.0 Unported license.
- Maap.columbia.edu Arhivat în 20 aprilie 2016, la Wayback Machine.
- Spartacus-educational.com
- Nps.gov
- Slavenorth.com
- Pbs.org
- Slaveryamerica.org
- A depus pe 12, 2007 la Wayback Machine.
- Library.thinkquest.org
- Query.nytimes.com
- Wicourts.gov
- Eca.state.gov
- "Millard Fillmore pe sclavilor fugari și Faptele Kansas-Nebraska: scrisoarea originală "[nefuncțională]
, Manuscris Fundația Shapell